# Xã Ontwa, Michigan
Xã Ontwa (tiếng Anh: Ontwa Township) là một xã thuộc quận Cass, tiểu bang Michigan, Hoa Kỳ. Năm 2010, dân số của xã này là 6.549 người.